# Siemz-Niendorf
Siemz-Niendorf ist eine Gemeinde im Westen des Landkreises Nordwestmecklenburg in Mecklenburg-Vorpommern, die zum 26. Mai 2019 durch den Zusammenschluss der Gemeinden Groß Siemz und Niendorf entstanden ist. Die Gemeinde wird vom Amt Schönberger Land mit Sitz in der Stadt Schönberg verwaltet.

## Geografie

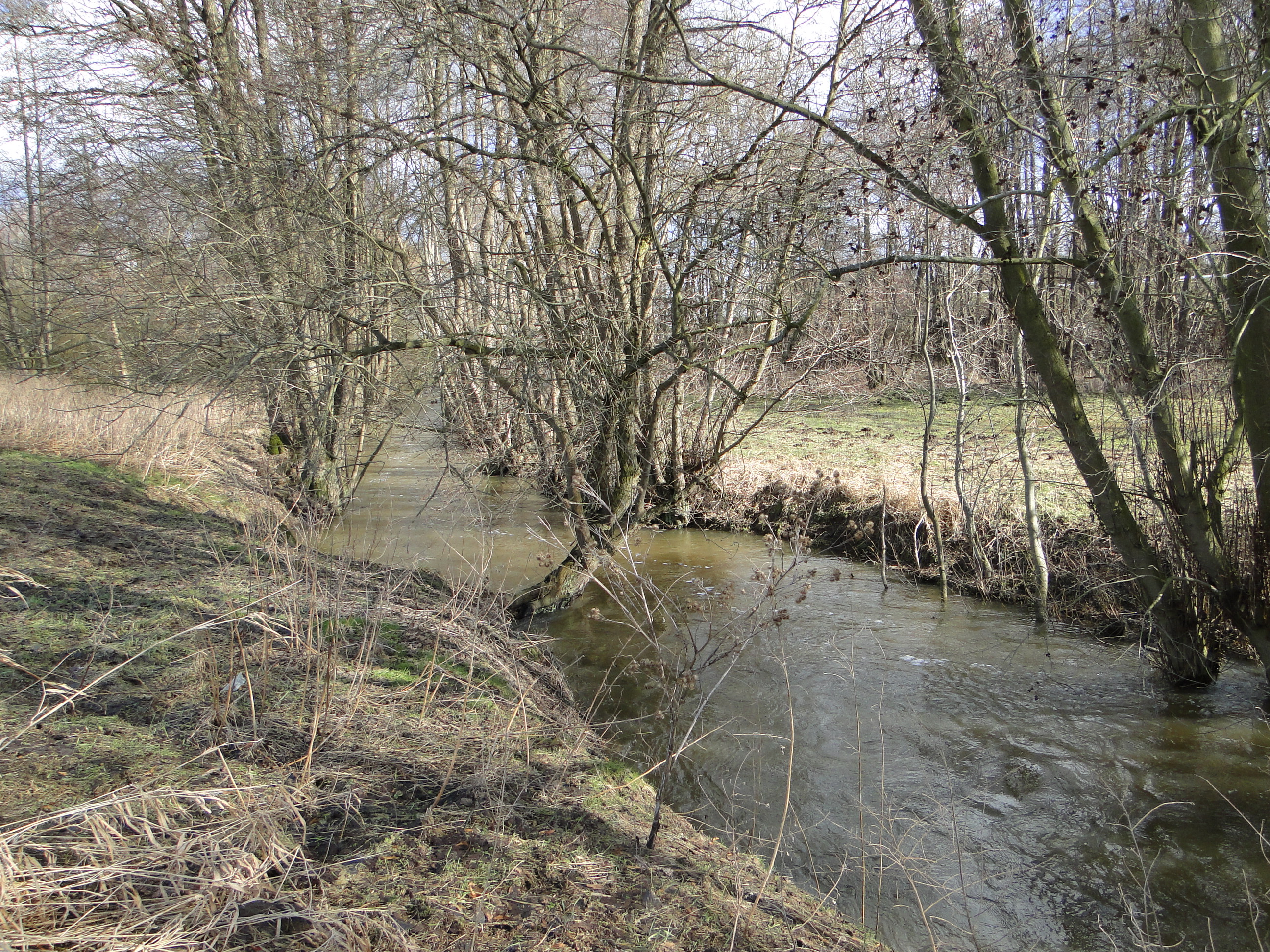
Maurine bei Groß Siemz

Die Gemeinde liegt rund 15 Kilometer östlich von Lübeck und direkt südlich von Schönberg am Fluss Maurine in einer hügeligen Landschaft, die Höhen bis zu 64 Metern erreicht.
Zu Siemz-Niendorf gehören die Ortsteile Bechelsdorf, Groß Siemz, Klein Siemz, Lindow, Niendorf, Ollndorf, Torisdorf und Törpt. Teile der Gemarkung, wie Torisdorf, gehörten zeitweise zu einer Exklave von Mecklenburg-Strelitz in Mecklenburg-Schwerin.

## Geschichte
Am 18. Dezember 2018 beschlossen die beiden Gemeindevertretungen den Zusammenschluss. Die neue Gemeinde entstand zum Tag der Kommunalwahlen in Mecklenburg-Vorpommern 2019, dem 26. Mai 2019. Gleichzeitig stimmten die Einwohner über den endgültigen Namen der Gemeinde ab, wobei 68,28 % der Abstimmenden für diesen Namen waren. Hintergrund der Gemeindefusion ist die bislang schon existierende Zusammenarbeit, insbesondere beim Brandschutz, aber auch um einer möglichen vom Land Mecklenburg-Vorpommern verfügten Eingemeindung nach Schönberg zuvorzukommen.

## Politik

### Gemeindevertretung und Bürgermeister
Der Gemeinderat besteht (inkl. Bürgermeisterin) aus 8 Mitgliedern. Die Wahl zum Gemeinderat am 26. Mai 2019 hatte folgende Ergebnisse:
| Partei/Bewerber                | Prozent | Sitze |
| ------------------------------ | ------- | ----- |
| WG Bürger für Siemz – Niendorf | 52,70   | 4     |
| CDU                            | 36,49   | 3     |
| Einzelbewerber Klamt           | 8,21    | 1     |

Bürgermeisterin der Gemeinde ist Anne Haberkorn, sie wurde mit 76,22 % der Stimmen gewählt.

### Wappen, Flagge, Dienstsiegel
Die Gemeinde verfügt über kein amtlich genehmigtes Hoheitszeichen, weder Wappen noch Flagge. Als Dienstsiegel wird das kleine Landessiegel mit dem Wappenbild des Landesteils Mecklenburg geführt. Es zeigt einen hersehenden Stierkopf mit abgerissenem Halsfell und Krone und der Umschrift „GEMEINDE SIEMZ-NIENDORF • LANDKREIS NORDWESTMECKLENBURG“.

## Sehenswürdigkeiten
Neben zahlreichen Bauernhäusern zählt der Park in Torisdorf mit seinen 500-jährigen Eiben zu den Sehenswürdigkeiten der Gemeinde Siemz-Niendorf.

## Verkehr
Durch das Gemeindegebiet verläuft die Bundesautobahn 20, die nächsten Anschlussstellen sind Lüdersdorf im Westen und Schönberg im Osten. Die Landesstraße 01, die von Schleswig-Holstein (Richtung Ratzeburg) kommend über Schönberg, Dassow und Klütz nach Gägelow führt, durchquert Niendorf und führt an Klein Siemz vor. Der nächste Bahnhof befindet sich in Schönberg an der Bahnstrecke Lübeck–Bad Kleinen.

## Persönlichkeiten
- Rudolph von Gundlach (1808–1870), geboren auf Torisdorf, Abgeordneter der Lauenburgischen Landesversammlung und der Lauenburgischen Ritter- und Landschaft
- Bodo von Gundlach (1868–1929) auf Torisdorf und Hinrichsberg, Landtagsabgeordneter,[11] Oberleutnant a. D., Rechtsritter des Johanniterordens[12]